# Arthur John Elsley
Arthur John Elsley (1860-1952) fue un pintor británico, especializado en la pintura de niños.

## Biografía

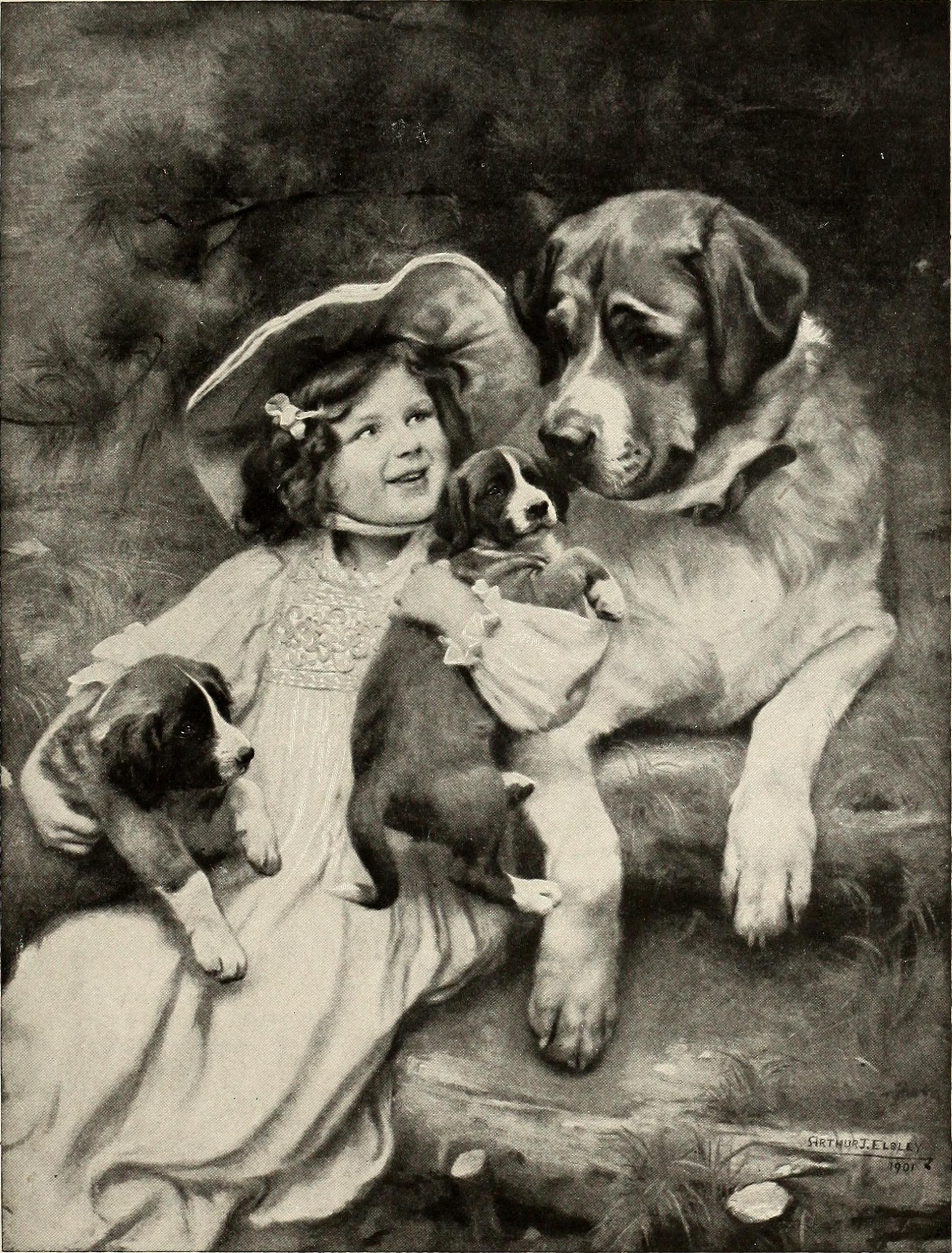
Which may I keep?, por Arthur John Elsley. 1873.

De origen humilde, su padre era cochero, comenzó a estudiar pintura a los catorce años en la Escuela de Arte de South Kesington. No tardó en destacar y a los dieciocho años presentó su primera exposición en la academia. Fue muy respetado y considerado por sus contemporáneos, sobre todo por el también pintor Frederick Morgan, con quien llegó a compartir estudio. Sus pinturas coloristas de tema rurales sirvieron para ser representadas en calendarios y tarjetas. Durante la Primera Guerra Mundial trabajó en una fábrica de munición, donde se agravó su miopía lo que le impidió seguir pintando. Se casó con su prima segunda Emily Funsedale con quien en 1903 tuvo una hija. Murió a los 91 años en su casa victoriana de Madeira Park donde vivía dedicada a la carpintería y al jardín desde que se vio obligado a dejar la pintura.